# La Cuisinière de Castamar
La Cuisinière de Castamar (La cocinera de Castamar)  est une série télévisée espagnole réalisée par Iñaki Peñafiel et Norberto López Amado, adaptation du roman de Fernando J. Múñez, diffusée à partir du 21 février 2021 sur la chaîne Antena 3 puis sur la plate-forme Netflix.

## Synopsis
Une cuisinière agoraphobe, Clara Belmonte, entre au service d'un grand d'Espagne au XVIIIe siècle, Diego de Castamar, inconsolable depuis la mort de sa femme Alba. Entourés par les intrigues de cour, ils vont s'éprendre l'un de l'autre. Le marquis de Soto et la marquise de Villamar s'arrangent pour que Diego de Castamar se remarie avec une jeune femme sur qui ils ont prise, Amelia de Castro. Le roi Philippe V, lors d'une crise de dépression, confie un document secret à Clara, ce qui va la rapprocher de Diego de Castamar.

## Distribution
Rôles principaux
- Michelle Jenner (VF : Marie Tirmont) : Clara Belmonte
- Roberto Enríquez (en) (VF : Bertrand Nadler) : don Diego, duc de Castamar
- Hugo Silva (VF : Guillaume Lebon) : Enrique de Arcona, marquis de Soto
- Maxi Iglesias (VF : Thomas Roditi) : Francisco Marlango
- María Hervás (VF : Marie Diot) : Amelia Castro
- Agnés Llobet (VF : Joséphine Ropion) : Beatriz Ulloa
- Paula Usero (VF : Ana Piévic) : Elisa Costa
- Jean Cruz : don Gabriel de Castamar, demi-frère du duc de Castamar
- Óscar Rabadán (VF : Patrice Dozier) : Melquíades Elquiza

Rôles invités
- Fiorella Faltoyano (VF : Françoise Pavy) : doña Mercedes, duchesse douairière de Castamar
- Nancho Novo (VF : Bernard Bollet) : Hernaldo de la Marca
- Silvia Abascal (VF : Marie-Frédérique Habert) : la reine Élisabeth Farnèse
- Mónica López (VF : Anne Dolan) : doña Úrsula Berenguer

Rôles secondaires
- Marina Gatell (VF : Gaëlle Savary) : doña Sol Montijos, marquise de Villamar
- Michel Tejerina (VF : Brice Ournac) : Roberto Velázquez
- Jaime Zataraín (VF : Sébastien Desjours) : Alfredo de Carrión
- Carlos Serrano-Clark : Ignacio Montes
- Anna Cortés : Rosalía
- Roser Pujol : Carmen del Castillo
- Xenia Tostado (VF : Mathilde Mir) : doña Alba de Montepardo, duchesse de Castamar
- Juan Messeguer : Esteban, marquis de Villamar
- Joan Carreras (VF : Philippe Valmont) : le roi Philippe V
- Pepe Ocio : le frère Juan
- Puchi Lagarde : la comtesse d'Arcos
- Eva Rufo : Ángela Foch
- Aria Bedmar : Eugenia Almendrales
- Raúl Ferrando : Carlo Broschi, dit Farinelli

## Fiche technique
- Création : Tatiana Rodríguez
- Réalisation : Iñaki Peñafiel et Norberto López Amado
- Scénario : Ramón Tarrés, Camino López, Arantxa Cuesta, Víctor Pedreira, d'après le roman de Fernando J. Múñez
- Photographie : Aitor Mantxola, Óscar Durán, Juana Jiménez
- Montage : Fernando Guariniello et David Tomás
- Musique : Ivan Palomares
- Format : couleur

## Titres des épisodes
1. L'ingrédient essentiel (El ingrediente esencial)
2. La nuit du roi (La noche del Rey)
3. Credo ut intelligam (Credo ut intelligam)
4. Envole-toi (Vuela)
5. La décision (La decisión)
6. À la faveur de l'ombre (Donde no llega la luz)
7. Pour qu'on ne nous efface pas (Para que no nos borren)
8. Ce qui ne sera pas (Lo que no será)
9. La Vérité (La verdad)
10. Ce qui compte vraiment (Lo que de verdad importa)
11. Lub-dub (Lub-dub)
12. À chacun sa place (El lugar de cada uno)

## Diffusion internationale
- Diffusion en France sur la chaîne Chérie 25 à partir du samedi 4 mars 2023.

## Réception critique
Pour Vogue, « Si certains reprochent à la série de mettre en avant un peu trop de scènes de sexe non-consenti (une réalité de l’époque), d’autres louent l’intelligence de la série et sa manière d’aborder la santé mentale. »
Pour Vanity Fair, avec « une bonne dose de secrets et des scènes de sexe à faire pâlir les héros de La Chronique des Bridgerton, et vous obtenez le carton Netflix de l’été. »
Atlantico trouve en comparaison la série moins bonne que Downton Abbey : « Avec son charme conventionnel, un scénario plus plat, un suspens qui ne risque pas de provoquer un infarctus, la cuisinière de Castamar est clairement un cran en dessous » mais salue « des acteurs très convaincants, une direction artistique très soignée et une belle histoire d'amour et de fidélité ».